# Climbias (Lodelinsart)
Pour l’article homonyme, voir Climbia.

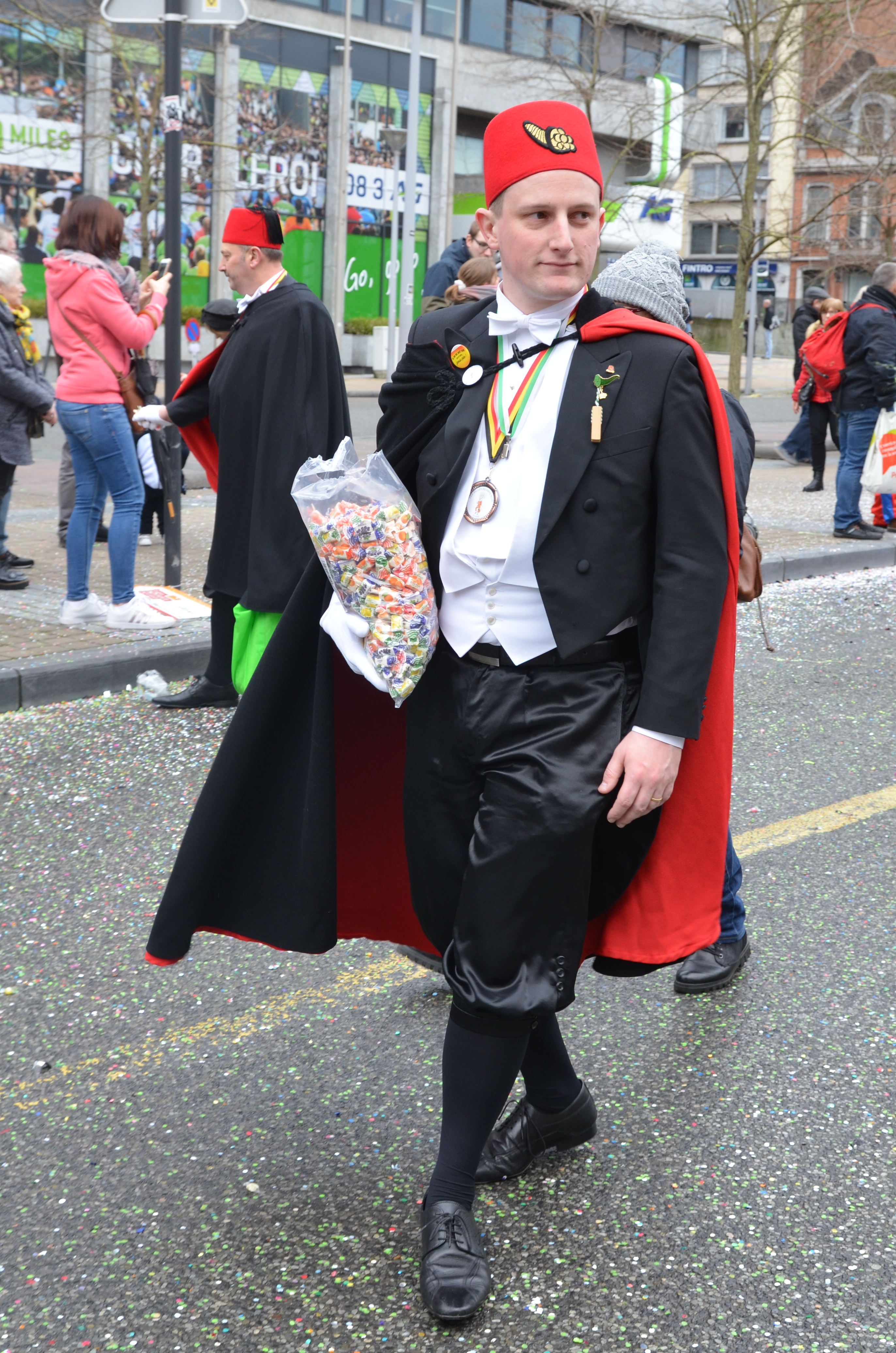
Membre du club des climbias distribuant des friandises au carnaval de Charleroi en 2020.

Le Royal Climbia's Club est un club folklorique et philanthropique de Lodelinsart (Charleroi), créé en 1893. Ce club est composé de treize hommes de la région et d'innombrables[Combien ?] bénévoles qui œuvrent avec eux au profit d'œuvres méritantes[réf. à confirmer]. Il est repris parmi les chefs-d’œuvre du Patrimoine oral et immatériel de la Fédération Wallonie-Bruxelles.

## Histoire
La date de fondation se situe entre 1892 et 1893, mais les dates de fondation sont multiples[Quoi ?]. À sa fondation, le club était composé de sept personnes qui décident de porter leur nombre à 13 pour narguer les superstitieux. Ces 13 jeunes gens, réunis pour jouer au valet de pique[Quoi ?], estimèrent que les festivités du Mardi gras ne duraient pas assez longtemps et qu'il faudrait les prolonger par un bal masqué et travesti, au profit d'œuvres charitables de la commune[réf. nécessaire]. 
Les Climbias étaient donc 13 gentilshommes, initialement membres du syndicat des verriers. Aujourd'hui, obligatoirement citoyens de la section de Lodelinsart, le Climbia est élu au scrutin secret et à l'unanimité (un seul vote négatif renvoie le candidat dans l'antichambre[Quoi ?]), la devise de son club "Plaisir et Charité" peut être traduite par « bien vivre à 13, amuser, soulager les misères y compris les plus cachées »[réf. nécessaire]. 
Comme la Société fut fondée à l'époque de la prospérité des verreries du "Pays Noir", le Climbia porte la tenue des gentilshommes verriers : cape noire, pantalon de soie noir serrant sous les genoux, longs bas noirs, gants blancs, gilet et chemises blancs, nœud papillon blanc. Il porte comme signe distinctif à la boutonnière le "climbia", une pince de bois fendue sur les trois quarts de la longueur, que l'on plaçait à chaque extrémité du canon de verre  encore chaud et fendu longitudinalement, pour empêcher les lèvres de se souder. Les Climbias portent aussi le fez rouge à floche noire et décoré d'une corne d'abondance couleur or[réf. nécessaire]. 
En 1938, le Climbia Roger Londot présente un projet d'affiche : sur fond jaune, un clown au masque bleu, portant un chapeau rouge ; en dessous, le mot CLIMBIAS écrit en lettres rouges et bleues sur fond blanc.
 
Le clown, remanié en 2011 par Dorian Gentile, est resté le logo du club[réf. nécessaire].  
Le 19 mars 1947, le club reçoit du cabinet du roi le titre de Société Royale et depuis le 14 juin 2011, le Royal Climbia's Club est reconnu au titre de chef-d'œuvre du patrimoine oral et immatériel de la Communauté française de Belgique. 
En 1982, la statue mascotte bruxelloise, Manneken-Pis, se voit offrir un costume de Climbia : le 400e de sa garde-robe,.

## Activités

### Permanentes
En réunion, ils sont souvent 13 à table, parfois un vendredi 13[Quoi ?]. D'un naturel très discret, le Climbia ne peut révéler les propos échangés en réunion, afin de garantir l'anonymat des bénéficiaires de l'aide[Quoi ?]. 
Le club ne bénéficie d'aucun subside annuel. Les fonds récoltés lors de la journée festive du samedi et lors d'autres activités vont à des œuvres caritatives choisies judicieusement par les Climbias[réf. nécessaire]. 

### Bals traditionnels

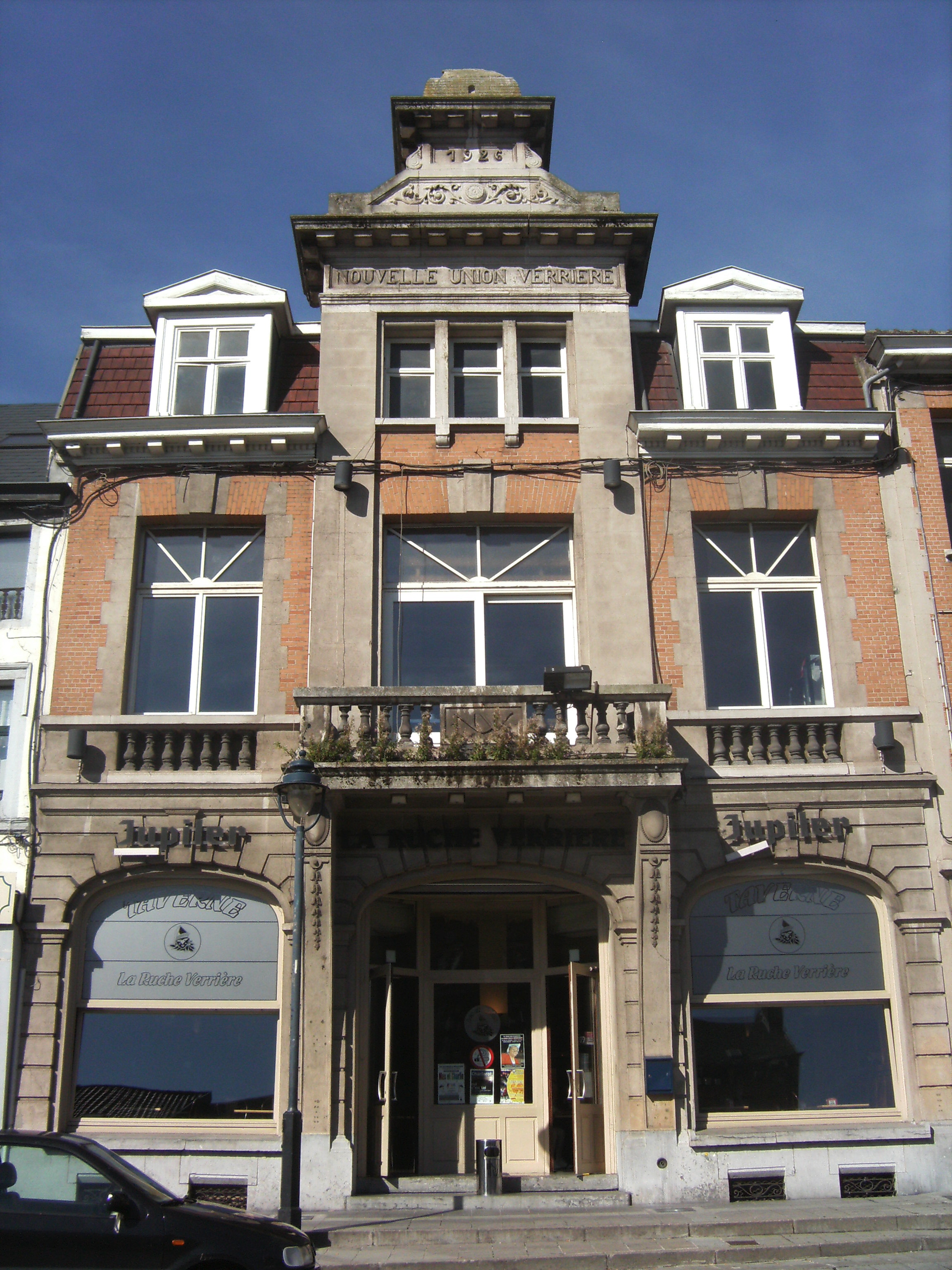
Café «La Ruche verrière»

Les Climbia's organisent 2 bals traditionnels à la Ruche verrière sur la Place Edmond Gilles à Lodelinsart, le samedi qui suit le Mardi gras, journée bien inscrite dans la tradition locale depuis la fin du XIXe siècle. Le premier bal, destiné aux enfants, a lieu dans l'après-midi ; le second, destiné aux "grands", est un bal masqué (avec un concours de travestis depuis 1956) qui a lieu à partir de 21 heures. 

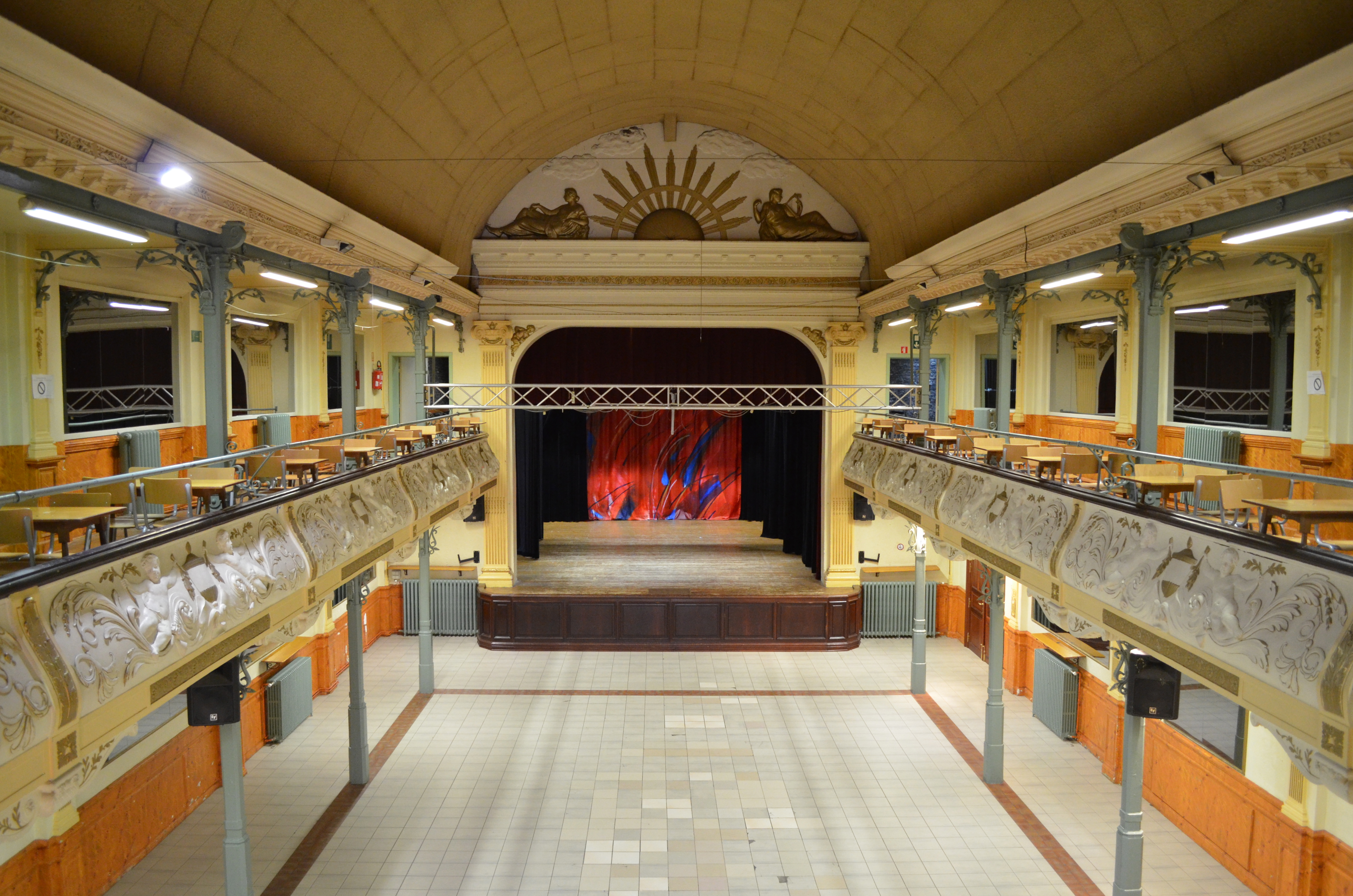
Salle de «La Ruche verrière»

La tradition veut qu'entre les deux bals du samedi, les Climbias accompagnés de leur invités (bénévoles à remercier, comité du carnaval de Charleroi, etc.) se rendent en musique à la Maison communale annexe de Lodelinsart, afin de déguster de la tête de veau, dans la salle des mariages. Ce moment de la journée est probablement le plus fort pour les 13 gentilshommes, qui mangent en musique et en compagnie de leurs amis, chantant jusqu'à l'ouverture du bal du soir. Une fois l'heure arrivée, les Climbias remettent leur cape et retournent à la Ruche Verrière au son de la musique. Devant la Ruche Verrière, ils font un rondeau, drapeau en tête ; ils y entrent ensuite en farandole, dansant avec les participants masqués ou pas. Vers 21h30, commence le concours de déguisement auquel chaque personne déguisée peut prendre part. Ils passent alors sur scène devant tout le monde et un jury composé de personnes neutres évalue les performances de chacun. Tout le monde gagne à ce concours qui se termine vers 2 ou 3 heures du matin. Le bal est clôturé traditionnellement par un "Ce n'est qu'un au revoir" chanté par les Climbias à 5 heures du matin.

### Participation au carnaval de Charleroi
En 1926, à l'initiative d'Hector Linsingh [réf. à confirmer], les 13 amis participent pour la première fois au carnaval de Charleroi le Mardi gras. Pour l'occasion, le Climbia Noël Bertaux confectionne un drapeau, actuellement encadré dans le local des Climbias[réf. à confirmer],sur lequel il peint la bannière du club[réf. nécessaire]. 
Pour le centenaire du club en 1992, les Climbias se voient offrir par mécenat un géant de 4 mètres de hauteur et 60 kilos d'osier et de polyester, baptisé "El Climbia" et venu agrandir la famille des géants de Charleroi[réf. nécessaire]. 
Parmi le cortège carnavalesque, les Climbias défilent en musique au son de la "Marche des Climbias" et distribuent des bonbons et des masques aux personnes le long du parcours afin de les inviter à venir aux bals du samedi qui clôturent la semaine carnavalesque à Charleroi. Des landaus tirés par des chevaux viennent aussi grossir le cortège le jour du carnaval, ils servent aussi de moyen de transport aux patriarches du groupe, appelés "Climbias honoraires" .

## Décorations
Les différents responsables ou ex-responsables des Climbias ont reçu les décorations suivantes :
- Chevalier de l'Ordre de Léopold
  - Lucien Bourgeois (2004), Alain Lackner (2004) et Jacques Lacroix (2004)
- Chevalier de l'Ordre de la Couronne
  - Michel Meunier, actuel 1er Vice-Président  (2004)
- Chevalier de l'Ordre de Léopold II
  - Paul Hasquin (2004)